# Bettina Erzgräber
Bettina Erzgräber (* 1964 in Saarbrücken) ist eine deutsche Künstlerin und Hochschulprofessorin. Seit Oktober 2022 ist sie Rektorin der Burg Giebichenstein Kunsthochschule Halle.

## Leben
Bettina Erzgräber studierte nach dem Abitur in Freiburg i. B. von 1983 bis 1991 an der Johannes-Gutenberg-Universität Mainz,
der Universität Stuttgart und an der Staatlichen Akademie der Bildenden Künste Stuttgart die Fächer Kunsterziehung, Kunstgeschichte und Geschichte. Von 1991 bis 1993 folgte ein Postgraduales Studium Freie Bildhauerei bei Jürgen Brodwolf an der Staatlichen Akademie der Bildenden Künste Stuttgart.
Erzgräber erhielt 1986 ein Salzburg-Stipendium der Stadt Mainz, 1994 ein Paris-Stipendium des Deutsch-Französischen Jugendwerkes und 1995 ein Stipendium der Kunststiftung Baden-Württemberg. 2004 erhielt Erzgräber einen Sonderpreis im Rahmen des elften Marler Video-Kunst-Preises. 2007 folgte ein Stipendium des Landes Baden-Württemberg an der Cité Internationale des Arts Paris.
Im Jahr 2014 wurde Erzgräber Vertretungsprofessorin an der Burg Giebichenstein Kunsthochschule Halle. Seit 2015 ist sie dort Professorin für Zeichnen und bildnerisches Gestalten im Fachbereich Design.
Im Zentrum ihrer Arbeit stehen die Zeichnung und das Bewegtbild. Seit 1983 ist Bettina Erzgräber in zahlreichen Einzel- und Gruppenausstellungen vertreten. Bettina Erzgräber ist Mitglied im Deutschen Künstlerbund.
Nachdem sie von 2016 bis 2017 das Amt der Gleichstellungsbeauftragten der Burg Giebichenstein Kunsthochschule Halle bekleidete, war sie von 2017 bis 2022 Dekanin des Fachbereichs Design. Seit 2022 ist Bettina Erzgräber Rektorin der Burg Giebichenstein Kunsthochschule Halle.